# 火砕丘

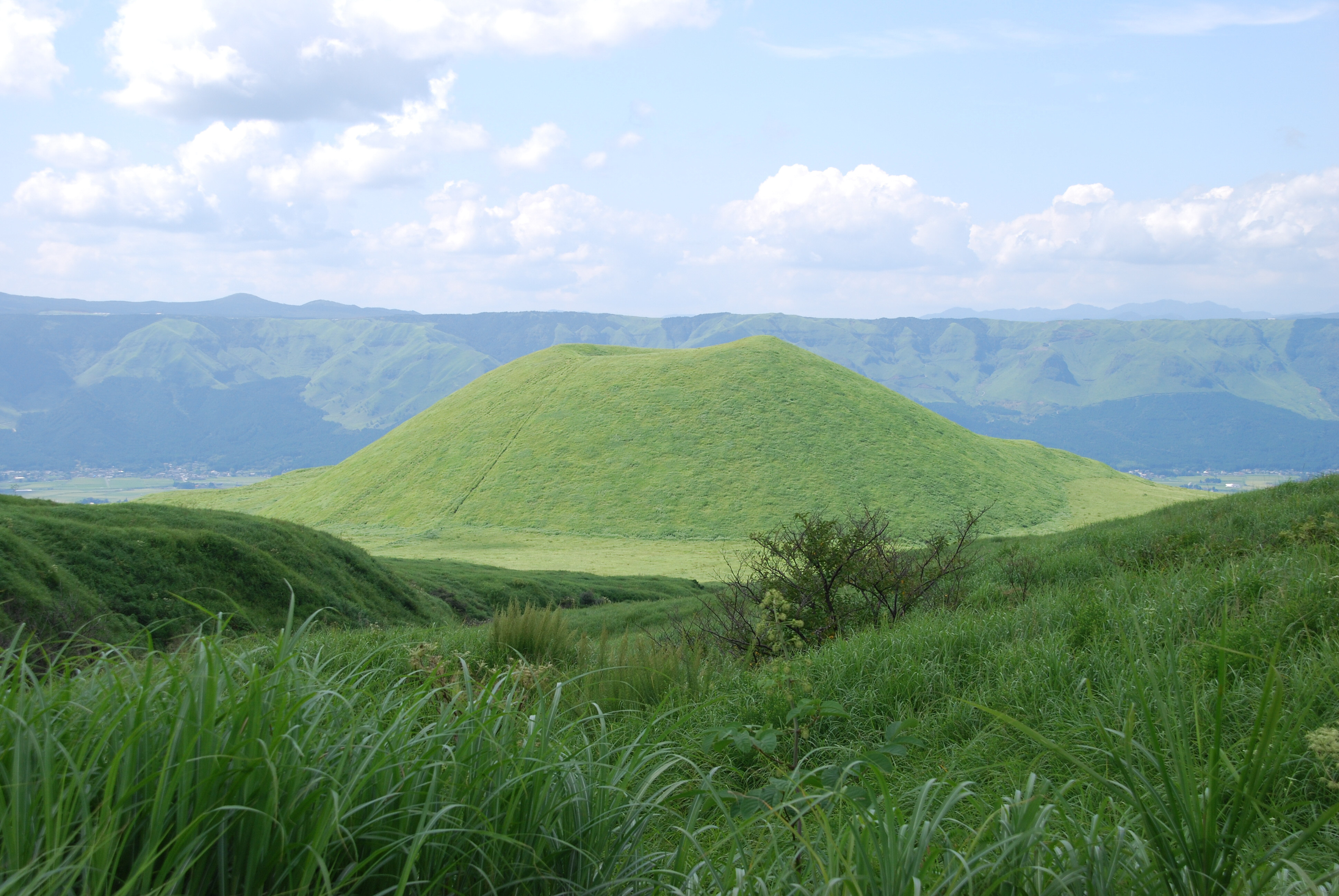
米塚スコリア丘（阿蘇山）

火砕丘（かさいきゅう、英語: pyroclastic cone）は、火山活動で噴出した火山砕屑物が火口の周囲に積もり、丘を形成したものの総称。火山砕屑丘ともいう。
通常は単成火山であり、大きくても直径2 – 3キロメートル程度である。

## 火砕丘の種類

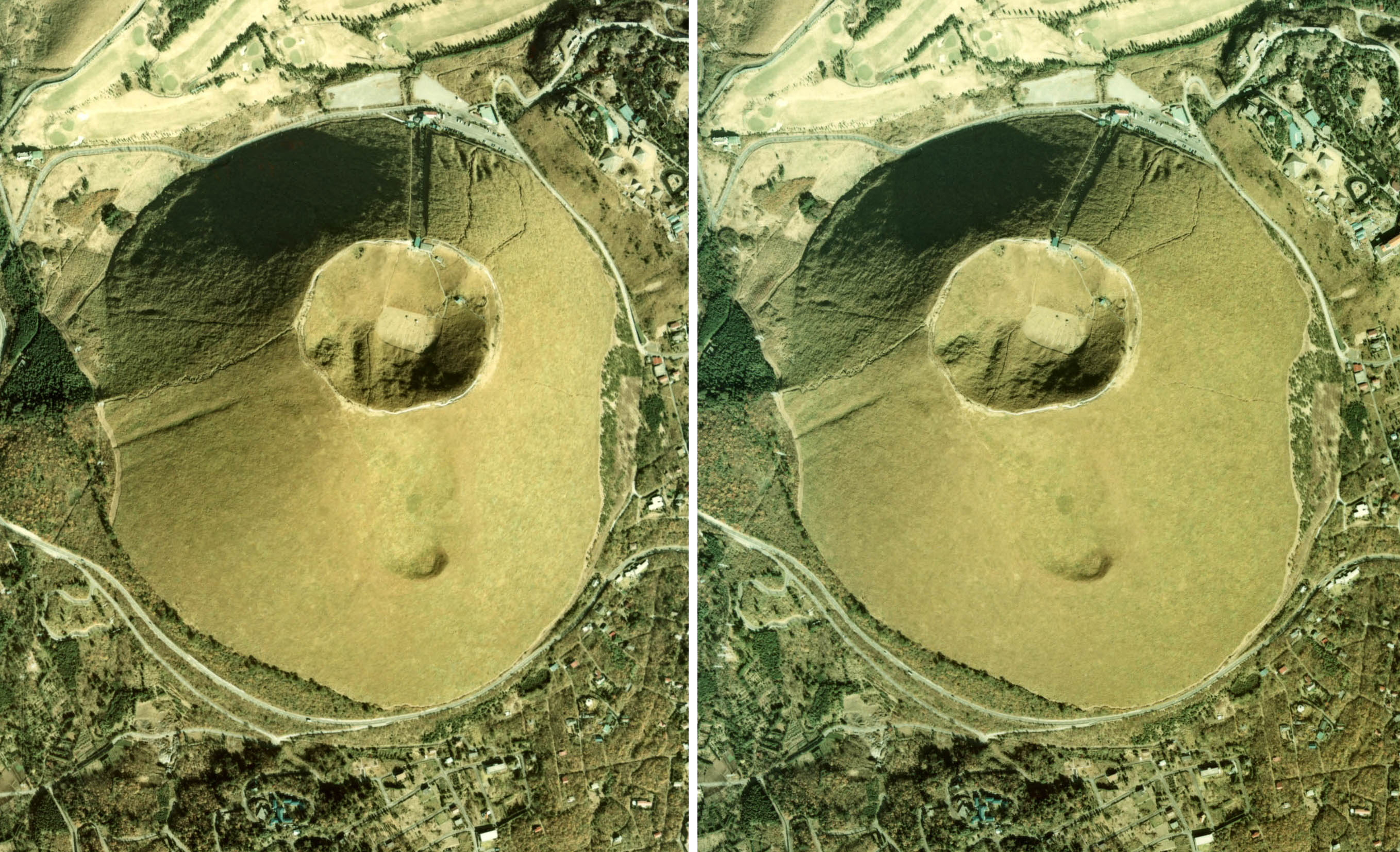
大室山のステレオ空中写真（1976年）

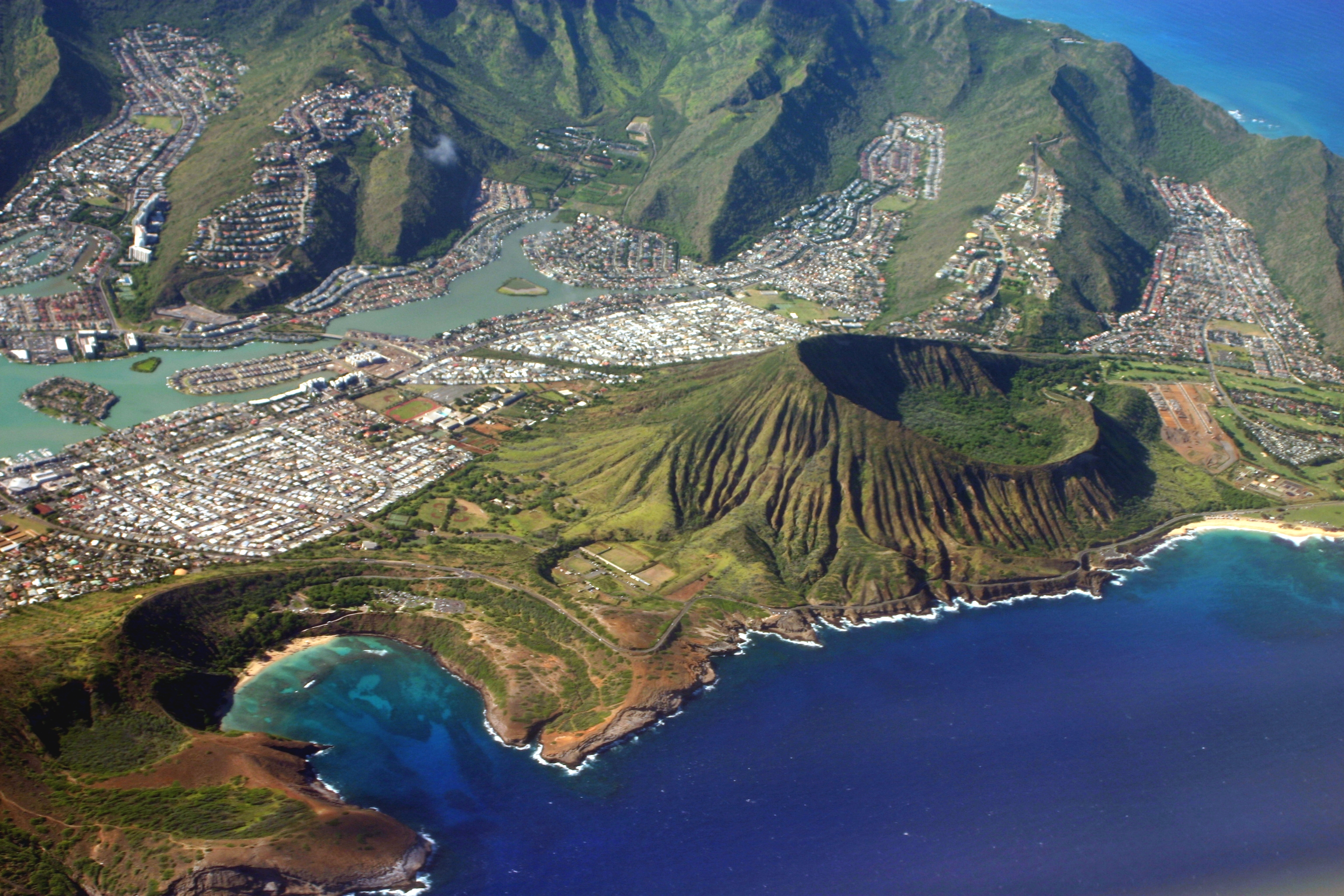
オアフ島のココヘッドタフコーン（右）と、ハナウマ湾タフリング（左）またはタフコーン。火山学者の早川由紀夫によるとハナウマ湾は中間的な高さのため、どちらで呼んでもよいとしている。

火砕丘はいくつかの種類に分けられる。
スコリア丘
玄武岩質のマグマからできたスコリアが積もったもの。多くがストロンボリ式噴火で形成される。
溶岩流はスコリアは密度が低いため、密度の大きな溶岩が火口に溜まって火口縁から溢れ出すようなことはなく、スコリア丘と大地の境界面から流れ出す。この溶岩流はしばしばスコリア丘を削り、馬蹄形（U字型）の火口を持つスコリア丘になる。スコリア丘の例としては阿蘇山米塚、大室山、などがある。
タフリング、タフコーン（凝灰岩丘）
マグマ水蒸気爆発で形成される。マグマ水蒸気爆発は、マグマの成分とは無関係に、マグマが地下水や湖水などの冷たい水と接触すると起こる。爆発力が大きいため、火口が大きく高さは低い。マグマと水の量比によって爆発力や噴出物量が異なり、爆発力が比較的強く高さの低いものをタフリング、爆発力が比較的弱く高めのものをタフコーンと呼ぶ。屈斜路カルデラの中島、ハワイ・オアフ島のダイヤモンドヘッドはタフリングである。
軽石丘
安山岩〜流紋岩質のマグマからできた軽石が積もったもの。このようなマグマは、ガス成分が多く、玄武岩質マグマよりも爆発的な噴火を起こしやすいので、一般にスコリア丘よりも大きな火口をもつ。阿蘇山の草千里などが有名。
スパター丘

## 形成される場所
火砕丘の形成される場所は大きく分けて3種類ある。
複成火山の一部
成層火山・楯状火山・カルデラなど長期にわたる火山活動の一環として、火砕丘が形成されることがある。主要な火口から離れた場所に側火山としてできることも多い。たとえば、富士山は側火山として大室山など多数のスコリア丘を形成している。
単成火山群
複成火山の存在しない場所で、火砕丘や溶岩ドームが集まった単成火山群を形成することがある。単成火山群は地殻が引っ張られている場所にできると考えられている。日本では伊豆東部火山群や阿武火山群などがある。
単独の火砕丘
他に火山の全くないところにポツリと火砕丘ができることもある。